# Дхол (армянский барабан)
Дхол или доол (арм. Դհոլо файле [dəhól]) — армянский ударный музыкальный инструмент, род двустороннего барабана, имеющий форму цилиндра и покрытый одной или двумя мембранами. Ранее применялся в военных походах, в настоящее время используется в ансамбле с зурнами, сопровождает танцы, шествия.
Возникновение дхола относится к языческому периоду истории Армении. 
Под названиями дхол и дхолак также существуют индийские барабаны.

## Описание
Дхол — это металлический, украшенный цилиндр с небольшими бубенчиками, род двустороннего барабана. Одна из мембран толще другой. Басовая сторона дхола составляет в диаметре примерно 300—400 мм. Как цилиндр, так и мембраны могут изготовляться из различных материалов. Подбор мембраны зависит от типа дхола. Древние армяне использовали керамику, грецкий орех, медь. Несмотря на тяжёлый вес грецкого ореха, чаще всего используют именно его, так как у этого материала лучший тембр. Мембран, или мембраны могут быть как с обеих сторон, так и с одной. Если мембрана находится с обеих сторон, то их связывают вереницей. Также, и от упругости вереницы зависит звук дхола.

## История
Армянский народ имеет огромное количество музыкальных инструментов. Разнообразные тамбурины, барабаны использовались по всей Исторической Армении. Самые первые упоминания об армянских музыкальных инструментах относятся к XXX—XX векам до н. э. Согласно древним рукописям, несколько вид литавр (ударный музыкальный инструмент с определённой высотой звучания)использовалось во время поклонения древнеармянской богине Анаит.. Древние тарелки, датировавшиеся, примерно, 800 годом до н. э. были найдены при раскопках холма Кармир-блур в 30 км к северу от Еревана.

## Игра
Дхол ранее применялся армянами перед военными походами. Для игры на дхоле требуются две деревянные палки, сделанные из бамбука или тростника. Звук извлекается двумя деревянными палками (толстой (копал) и тонкой (тчипот)), которые называются копал, или пальцами и ладонями рук.

### Копал
В зависимости от местности происхождения, копал может иметь различные формы и размеры. Некоторые копалы могут быть от 30 до 40 см длиной и 1.5 см в диаметре. Несмотря на форму и размер копала, их способ применения является одинаковым. Копалами имеют различные названия, в зависимости от местности. Например, комбал (Нагорный Карабах), чомах (Балу), тогмаг (Малая Армения).

### Тчипот
Другая, тонкая палка, называется Тчипот. Она применяется для удара по основной мембране. Тчипот может быть обычной веточкой дерева, от 30 до 40 см длиной. Тчипот изготовляется из ветки чёрной калины или кизилового дерева, поэтому он имеет очень гибкую форму.
Есть два основных типа тчипота, в зависимости от местности. Первый, имеет длину от 30 до 40 см, второй тоже от 30 до 40 см, но с кожаным ремнём в одном конце, через который помещаются два пальца играющего.